# Heiki Sorge
Heiki Sorge (* 3. November 1974 in Tartu) ist ein estnischer Badmintonspieler und -trainer.

## Karriere
Heiki Sorge war der dominierende Badmintonspieler in Estland von 1993 bis 2005. In dieser Zeit gewann er alle Herreneinzeltitel – 13 an der Zahl. Zusätzlich gewann er jeweils drei Titel im Herrendoppel und im Mixed Spiel.

## Sportliche Erfolge
| Saison | Veranstaltung                               | Disziplin    | Platz | Name                          |
| ------ | ------------------------------------------- | ------------ | ----- | ----------------------------- |
| 1993   | Estland: Einzelmeisterschaften der Junioren | Herreneinzel | 1     | Heiki Sorge                   |
| 1993   | Estland: Einzelmeisterschaften              | Herreneinzel | 1     | Heiki Sorge                   |
| 1994   | Estland: Einzelmeisterschaften              | Herreneinzel | 1     | Heiki Sorge                   |
| 1994   | Estland: Einzelmeisterschaften der Junioren | Herrendoppel | 1     | Meelis Maiste / Heiki Sorge   |
| 1995   | Estland: Einzelmeisterschaften              | Herreneinzel | 1     | Heiki Sorge                   |
| 1996   | Estland: Einzelmeisterschaften              | Herreneinzel | 1     | Heiki Sorge                   |
| 1997   | Estland: Einzelmeisterschaften              | Herrendoppel | 1     | Heiki Sorge / Meelis Maiste   |
| 1997   | Estland: Einzelmeisterschaften              | Herreneinzel | 1     | Heiki Sorge                   |
| 1998   | Estland: Einzelmeisterschaften              | Herreneinzel | 1     | Heiki Sorge                   |
| 1999   | Estland: Einzelmeisterschaften              | Herrendoppel | 1     | Heiki Sorge / Peeter Munitsõn |
| 1999   | Estland: Einzelmeisterschaften              | Herreneinzel | 1     | Heiki Sorge                   |
| 2000   | Estland: Einzelmeisterschaften              | Herreneinzel | 1     | Heiki Sorge                   |
| 2000   | Estland: Einzelmeisterschaften              | Herrendoppel | 1     | Heiki Sorge / Peeter Munitson |
| 2001   | Estland: Einzelmeisterschaften              | Mixed        | 1     | Heiki Sorge / Kati Tolmoff    |
| 2001   | Estland: Einzelmeisterschaften              | Herreneinzel | 1     | Heiki Sorge                   |
| 2002   | Estland: Einzelmeisterschaften              | Herreneinzel | 1     | Heiki Sorge                   |
| 2002   | Estland: Einzelmeisterschaften              | Mixed        | 1     | Heiki Sorge / Kati Tolmoff    |
| 2003   | Estland: Einzelmeisterschaften              | Herreneinzel | 1     | Heiki Sorge                   |
| 2004   | Estland: Einzelmeisterschaften              | Herreneinzel | 1     | Heiki Sorge                   |
| 2005   | Estland: Einzelmeisterschaften              | Herreneinzel | 1     | Heiki Sorge                   |
| 2008   | Estland: Einzelmeisterschaften              | Mixed        | 1     | Heiki Sorge / Helen Reino     |